# Toby Huss
Toby Edward Huss (* 9. prosince, 1966 Marshalltown, Iowa) je americký herec. Známý je pro ztvárnění postavy Artieho, nejsilnějšího muže na světě, v seriálu The Adventures of Pete & Pete televizní stanice Nickelodeon, namluvení postavy Cotton Hilla v animovaném seriálu Tatík Hill a spol. a roli Felixe „Stumpy“ Dreifusse v seriálu Carnivàle.